# Circonscription de Kozani
La circonscription de Kozani (en grec Εκλογική περιφέρεια Κοζάνης) est une circonscription législative de la Grèce. Elle correspond au territoire du nome de Kozani. Elle compte 163 418 électeurs inscrits en janvier 2015.

Situation de la circonscription de Kozani

## Élections législatives de mai 2012

### Résultats
La circonscription de Kozani élit cinq députés en mai 2012. Les élections ont lieu au scrutin proportionnel plurinominal avec prime majoritaire et un seuil de représentation de 3 % des suffrages exprimés au niveau national.
106 351 électeurs se sont exprimés sur 166 255 inscrits, soit un taux de participation de 63,97 %. Parmi les vingt-quatre listes candidates, cinq listes obtiennent chacune un siège dans la circonscription.
| Rang | Liste                              | Nombre de voix | Pourcentage des voix | Nombre de sièges |
| ---- | ---------------------------------- | -------------- | -------------------- | ---------------- |
| 1    | Nouvelle Démocratie                | +24 124,       | 23,26 %              | 1                |
| 2    | SYRIZA                             | +15 550,       | 14,99 %              | 0                |
| 3    | Mouvement socialiste panhellénique | +15 074,       | 14,53 %              | 1                |
| 4    | Grecs indépendants                 | +11 204,       | 10,80 %              | 1                |
| 5    | Parti communiste de Grèce          | +08 649,       | 8,34 %               | 1                |
| 6    | Gauche démocrate                   | +06 952,       | 6,70 %               | 1                |
| 7    | Aube dorée                         | +05 972,       | 5,76 %               | 0                |

### Députés

#### Nouvelle Démocratie
La liste de la Nouvelle Démocratie est en tête et obtient un siège.
| Rang | Nom                 | Nombre de voix |
| ---- | ------------------- | -------------- |
| 1    | Geórgios Kassapídis | +10 237,       |

#### Mouvement socialiste panhellénique
La liste du Mouvement socialiste panhellénique est troisième et obtient un siège.
| Rang | Nom                  | Nombre de voix |
| ---- | -------------------- | -------------- |
| 1    | Paris Koukoulopoulos | +06 169,       |

#### Grecs indépendants
La liste des Grecs indépendants est quatrième et obtient un siège.
| Rang | Nom          | Nombre de voix |
| ---- | ------------ | -------------- |
| 1    | Rachíl Makrí | +02 415,       |

#### Parti communiste de Grèce
La liste du Parti communiste de Grèce est cinquième et obtient un siège.
| Rang | Nom                      | Nombre de voix |
| ---- | ------------------------ | -------------- |
| 1    | Konstantinos Stambolidis | +02 791,       |

#### DIMAR
La liste de la DIMAR est sixième et obtient un siège.
| Rang | Nom                 | Nombre de voix |
| ---- | ------------------- | -------------- |
| 1    | Theodora Tsikardani | +01 388,       |

## Élections législatives de juin 2012

### Résultats
La circonscription élit cinq députés en juin 2012. Les sièges sont répartis à l'issue d'un scrutin proportionnel plurinominal avec prime majoritaire entre les listes ayant obtenu au moins 3 % des suffrages exprimés au niveau national.
102 053 électeurs se sont exprimés sur 166 158 inscrits, soit un taux de participation de 61,42 %. Parmi les dix-huit listes candidates, quatre listes obtiennent au moins un siège dans la circonscription.
| Rang | Liste                              | Nombre de voix | Pourcentage des voix | Nombre de sièges |
| ---- | ---------------------------------- | -------------- | -------------------- | ---------------- |
| 1    | Nouvelle Démocratie                | +32 001,       | 31,72 %              | 2                |
| 2    | SYRIZA                             | +23 531,       | 23,33 %              | 1                |
| 3    | Mouvement socialiste panhellénique | +14 506,       | 14,38 %              | 1                |
| 4    | Grecs indépendants                 | +08 721,       | 8,65 %               | 1                |
| 5    | Aube dorée                         | +05 998,       | 5,95 %               | 0                |
| 6    | Gauche démocrate                   | +05 769,       | 5,72 %               | 0                |
| 7    | Parti communiste de Grèce          | +04 453,       | 4,41 %               | 0                |

### Députés

#### Nouvelle Démocratie
La liste de la Nouvelle Démocratie est en tête et obtient deux sièges.
| Rang | Nom                 |
| ---- | ------------------- |
| 1    | Geórgios Kassapídis |
| 2    | Mihaïl Papadopoulos |

#### SYRIZA
La liste de la SYRIZA est deuxième et obtient un siège.
| Rang | Nom                |
| ---- | ------------------ |
| 1    | Evyenía Ouzounídou |

#### Mouvement socialiste panhellénique
La liste du Mouvement socialiste panhellénique est troisième et obtient un siège.
| Rang | Nom                  |
| ---- | -------------------- |
| 1    | Paris Koukoulopoulos |

#### Grecs indépendants
La liste des Grecs indépendants est  et obtient un siège.
| Rang | Nom          |
| ---- | ------------ |
| 1    | Rachíl Makrí |

## Élections législatives de janvier 2015

### Résultats
La circonscription de Kozani élit cinq députés en janvier 2015. Les sièges sont répartis à l'issue d'un scrutin proportionnel plurinominal avec prime majoritaire entre les listes ayant obtenu au moins 3 % des suffrages exprimés au niveau national.
102 117 électeurs se sont exprimés sur 163 418 inscrits, soit un taux de participation de 62,49 %. Parmi les dix-sept listes candidates, trois listes obtiennent au moins un siège dans la circonscription.
| Rang | Liste                              | Nombre de voix | Pourcentage des voix | Nombre de sièges |
| ---- | ---------------------------------- | -------------- | -------------------- | ---------------- |
| 1    | SYRIZA                             | +33 078,       | 33,11 %              | 3                |
| 2    | Nouvelle Démocratie                | +28 102,       | 28,13 %              | 1                |
| 3    | Grecs indépendants                 | +06 722,       | 6,73 %               | 1                |
| 4    | Mouvement socialiste panhellénique | +06 460,       | 6,47 %               | 0                |
| 5    | La Rivière                         | +05 746,       | 5,75 %               | 0                |
| 6    | Aube dorée                         | +05 284,       | 5,29 %               | 0                |
| 7    | Parti communiste de Grèce          | +05 234,       | 5,25 %               | 0                |

### Députés
La répartition des sièges au sein de chaque liste élue dépend du nombre de voix obtenues individuellement par chaque candidat, suivant le système du vote préférentiel. Dans la circonscription de Kozani, les listes peuvent comporter jusqu'à sept candidats. Les électeurs peuvent exprimer un vote préférentiel pour un maximum de deux candidats sur la liste pour laquelle ils votent.

#### SYRIZA
La liste de la SYRIZA est en tête et obtient trois sièges.
| Rang | Nom                   | Nombre de voix |
| ---- | --------------------- | -------------- |
| 1    | Rachil Makri          | +12 722,       |
| 2    | Evgenia Ouzounidou    | +08 096,       |
| 3    | Dimitrios Dimitriadis | +06 105,       |

#### Nouvelle Démocratie
La liste de la Nouvelle Démocratie est deuxième et obtient un siège.
| Rang | Nom                 | Nombre de voix |
| ---- | ------------------- | -------------- |
| 1    | Georgios Kassapidis | +10 316,       |

#### Grecs indépendants
La liste des Grecs indépendants est troisième et obtient un siège.
| Rang | Nom               | Nombre de voix |
| ---- | ----------------- | -------------- |
| 1    | Harissios Katanas | +01 933,       |